# Patrician IV
Patrician IV (noto come Patrician IV: Conquest by Trade fuori dall'Italia e dai paesi iberici e latinoamericani) è un videogioco gestionale che tratta di strategia commerciale, politica e militare, ed è il quarto capitolo dell'omonima serie. È inoltre il primo gioco della Gaming Minds Studios, formata dalla Kalypso Media, distributrice del gioco, che ha preso la licenza dalla Ascaron, che si stava dissolvendo. In Italia e Spagna è distribuito dalla FX Interactive.
Il gioco contiene anche un'espansione, Rise of a Dynasty, uscita ad aprile 2011, nella stessa data d'uscita del gioco in Giappone.

## Modalità di gioco
Ambientato nel 1370, il gioco, come nel precedente Patrician III, si basa sul commercio nelle città di Lubeck, Rostock, Stettino, Danzica, Thorn, Bergen, Oslo, Malmö, Colonia, Edimburgo, Scarborough, Londra, Bruges, Groningen, Brema, Aalborg, Stoccolma, Visby, Riga, Tallinn, Ladoga, Novgorod, Ripen e Amburgo.
È possibile conseguire, in ordine, i ranghi di Commerciante, Mercante, Mastro Mercante, Patrono, Notabile, Illustre, Consigliere, Edile, Gran Maestro e Patrizio; tuttavia, sempre come in Patrician III, è possibile intraprendere la strada della pirateria.
Due sono le modalità di gioco: campagna e gioco libero.

## Accoglienza
Il gioco ha ricevuto un'accoglienza mista da parte della critica, con un punteggio di 66% su ]Metacritic. Jon Habib di IGN ha reputato il gioco non molto divertente, notando la mancanza di rigiocabilità e l'assenza della modalità multigiocatore presente in Patrician 3. Sia lui che Daniel Shannon di GameSpot hanno criticato il combattimento navale, anche se il secondo ha lodato la simulazione delle politiche nel gioco. Shannon ha dichiarato che nonostante fosse piaciuto ai fan dei videogiochi gestionali, avrebbe faticato ad attrarne di nuovi. Steven Loung di CGMagazine ha ritenuto il gioco "asciutto" e "assai poco divertente."